# Leucogramma
Leucogramma é um gênero de traça pertencente à família Arctiidae.